# Hans Langseth
Hans Nielsen Langseth, född 14 juli 1846 i Eidsvoll i Norge, död 10 november 1927 i Barney i North Dakota, är känd för att ha burit världens längsta dokumenterade skägg. Det var vid hans död 5,33 meter långt.
Hans Langseth föddes 1846 som det fjärde av fem barn till Nils Olsen Langseth och Marthe Gulbrandsen. 1867 emigrerade han till USA. 1870 gifte han sig med Anna Benson. De två flyttade till Kensett Township i Iowa. Hustrun dog 40 år gammal, sex månader efter att deras yngsta son hade fötts. Langseth flyttade med barnen till Elkton Township i Minnesota, där han försörjde sig som bonde.
På äldre dagar började Langseth arbeta som attraktion på en kringresande cirkus under pseudonymen "King Whiskers" (Kung Morrhår). Han tröttnade dock efter ett tag på att folk drog i skägget för att försäkra sig om dess autenticitet. Han trimmade sedermera ner det till runt 30 centimeter, men lämnade två slingor i sin helhet.
Langseth dog 1927 i Barney i North Dakota, 81 år gammal. Familjen lät före begravningen klippa av skägget. Det mättes och förvarades i en kista. Sedan 1967 finns det på Smithsonian Institution i Wahington. Langseths grav flyttades sedermera från Barney till Elk Creek Church Cemetary i Kensett i Iowa.